# 川又貞次郎
川又 貞次郎（かわまた さだじろう、1885年4月30日 - 1959年12月11日）は、日本の経営者。愛知県出身。

## 経歴
帝都電鉄、小田急電鉄、東京急行電鉄で常務を務め、1943年に相模鉄道副社長に就任し、1945年6月には社長に昇格し、1959年11月までに務めた。
1959年12月11日、腸癌のために死去。74歳没。